# Macrostemum boettcheri
Macrostemum boettcheri är en nattsländeart som först beskrevs av Georg Ulmer 1930.  Macrostemum boettcheri ingår i släktet Macrostemum och familjen ryssjenattsländor. Inga underarter finns listade i Catalogue of Life.